# Iglesia de Nuestra Señora del Rosario (Bubión)
La iglesia de Nuestra Señora del Rosario es un inmueble de la localidad española de Bubión, en la provincia de Granada.

## Descripción
El edificio se encuentra en la localidad española de Bubión, perteneciente a la provincia de Granada, en la comunidad autónoma de Andalucía. Se menciona como iglesia parroquial del lugar en el cuarto volumen del Diccionario geográfico-estadístico-histórico de España y sus posesiones de Ultramar de Pascual Madoz, donde aparece descrita con las siguientes palabras:

igl. parr. (Ntra. Sra. del Rosario), de antiquísima construccion y estilo gótico, que fue destruida por terremotos, y reedificada casi en su totalidad por el arquitecto Don Nicolás de Funes, natural de Nieles: se halla al estremo O. del pueblo, y consta de una hermosa nave de 37 3/4 varas de largo por 11 1/2 de ancho, con una torre ó mas bien fuerte muy sólito, de 2 varas de espesor
(Madoz, 1846, p. 470)